# 华北石韦
华北石韦（学名：Pyrrosia davidii）为水龙骨科石韦属下的一个种。

## 扩展阅读
- 維基物種上的相關：华北石韦